# Europese weg 002
De Europese Weg 002 of E002 is een 560 kilometer lange weg in het Europese E-routenetwerk die loopt van Aljat in Azerbeidzjan naar Sadarak in Azerbeidzjan.

## Algemeen
De Europese weg 002 is een Klasse B-verbindingsweg en verbindt het Azerbeidzjaanse Alyat via het Armeense Megri met Sadarak in de Azerbeidzjaanse exclave Nachitsjevan, en komt hiermee op een afstand van ongeveer 560 kilometer. De route is door de UNECE vastgelegd als Aljat - Saatlı - Megri - Ordubad - Julfa - Nachitsjevan - Sadarak, en verbindt daarmee formeel de twee Azerbeidjzaanse gebiedsdelen via Armenië. In de praktijk is deze route echter niet doorgaand te bereizen vanwege de gesloten grenzen tussen beide landen. In de eerste 49 kilometer tussen Aljat en Hacıqabul is er een overlap met de E60.
De oorspronkelijke route liep van Aljat tot het Armeense Megri, en sloot daar aan op de E117, maar in 2004 werd de route doorgetrokken naar Sadarak in de Azerbeidzjaanse exclave Nachitsjevan om daar aan te sluiten op de nieuwe E99. De E002 loopt in Sadarak tot aan de Armeense grens, nabij de Armeense grensplaats Jerasch (E117), alwaar geen grenspassage mogelijk is.

## Nationale wegen
De E002 loopt over de volgende nationale wegen:
| Nummer       | Tracé                     |
| Azerbeidzjan | Azerbeidzjan              |
| ------------ | ------------------------- |
| M2           | Aljat - Hacıqabul         |
| M6           | Hacıqabul - Armenië       |
| Armenië      |                           |
| H49          | Azerbeidzjan - Sjvanidzor |
| Մ17          | Sjvanidzor - Megri        |
| Մ2           | Megri - Azerbeidzjan      |
| Azerbeidzjan |                           |
| M8           | Armenië - Nachitsjevan    |
| M7           | Nachitsjevan - Sadarak    |
| R63          | Sadarak                   |

## Overzicht
Een overzicht van het E-routenetwerk in de Zuidelijke Kaukasus.